# Artabotrys crassipetalus
Artabotrys crassipetalus är en kirimojaväxtart som beskrevs av François Pellegrin. Artabotrys crassipetalus ingår i släktet Artabotrys och familjen kirimojaväxter. Inga underarter finns listade i Catalogue of Life.